# Pipo Derani

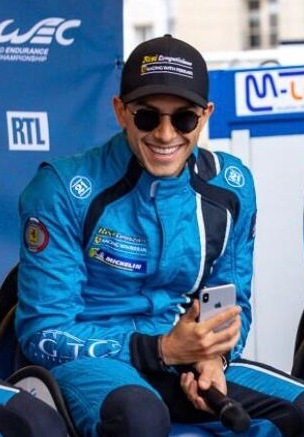
Pipo Derani

Luís Felipe "Pipo" Derani (São Paulo, 12 oktober 1993) is een Braziliaans autocoureur. Hij is de zoon van Walter Derani en de broer van Rafael Derani, ook coureurs.

## Carrière

### Karting
Derani maakte zijn debuut in het karting in 2003 op tienjarige leeftijd. In 2005 werd hij kampioen in het São Paulo Junior Menor-kampioenschap.

### Formule Renault
Derani begon zijn carrière in het formuleracing in de Formule Renault 2.0 NEC voor het team Motopark Academy in 2009. Hij behaalde twee podiumplaatsen op het Alastaro Circuit en het TT Circuit Assen, waardoor hij als zevende in het kampioenschap eindigde. In de Eurocup Formule Renault 2.0 in dat jaar nam hij deel aan zes races voor Motopark. Hij eindigde als 27e in het kampioenschap met twee punten uit een negende plaats op de Nürburgring.

### Formule 3
In 2010 stapte Derani over naar de Formule 3 in het Duitse Formule 3-kampioenschap voor Motopark. Met twee vierde plaatsen op de Hockenheimring en Oschersleben als beste resultaat eindigde hij als tiende in het kampioenschap.
In 2011 stapte Derani over naar het Britse Formule 3-kampioenschap voor het team Double R Racing. Met een podiumplaats op Donington Park eindigde hij als vijftiende in het kampioenschap. Hij nam dat jaar ook deel aan de Masters of Formula 3 voor het Prema Powerteam, maar door een startcrash haalde hij de finish niet.
In 2012 bleef Derani in de Britse Formule 3 rijden, maar stapte over naar het team Fortec Motorsport. Met overwinningen op Oulton Park en Brands Hatch eindigde hij als achtste in het kampioenschap. Ook dit jaar nam hij deel aan de Masters of Formula 3, die hij als elfde eindigde. Ook mocht hij meedoen aan de Grand Prix van Macau. Hij kwalificeerde zich als twaalfde, werd dertiende in de kwalificatierace en finishte de hoofdrace als zesde.
In 2013 stapte Derani over naar het nieuwe Europees Formule 3-kampioenschap voor Fortec.